# Paul Masseron (agronome)
Paul Masseron, né le 4 mars 1863 à Champsecret et mort le 5 octobre 1933 à Laval est un agronome français. C’est un des fondateurs de Mayenne-Sciences.

## L'agriculture
Préparateur de chimie au laboratoire départemental de la Mayenne, chimiste du Syndicat des Agriculteurs de la Mayenne, un syndicat républicain conservateur, il succède comme président à Hippolyte Leizour en 1913. Il est aussi président de la caisse régionale du Crédit agricole de la Mayenne, et conseiller municipal de Laval. Auteur de nombreux articles dans les journaux agricoles, il est aussi directeur du Bulletin agricole de l'Ouest. Il assure pendant la Première Guerre mondiale l'intérim comme directeur des Services agricoles de la Mayenne. Il est chevalier de la Légion d'honneur en 1920. Il meurt en 1933.

## Publications
- Revue des plantes fourragères, avec tableau résumant leur culture, Laval, imprimerie E. Lelièvre, 1896. In-8°, 31 p. Extrait du Bulletin agricole de l'Ouest.
- Monographie de la Pomologie de la Mayenne[2]
- Résumés des leçons faites à l'École d'agriculture d'hiver ambulante de la Mayenne, avec la collabortaion d'A. Revirieux, .... Imprimerie moderne, 1924, 63 p.